# Lontari
Lontari est une commune située dans le département de Mansila, dans la province du Yagha, région du Sahel, au Burkina Faso.